# Bahattin Köse
Bahattin Köse (* 26. August 1990 in Hamm) ist ein türkischer Fußballspieler, der auch die deutsche Staatsbürgerschaft besitzt.

## Karriere

### Im Verein
Aufgewachsen ist der türkischstämmige Fußballspieler im westfälischen Hamm, wo er beim Stadtteilverein TuS 1910 Wiescherhöfen spielte. Erst mit knapp 18 Jahren wechselte er in die Jugend von Rot Weiss Ahlen, wo er sich in der Saison 2008/09 schnell in die Stammformation der U-19 spielte. 
Im Jahr darauf kam es nach schlechtem Saisonstart der Zweitligamannschaft zur Trainerentlassung und der Interimstrainer Andreas Zimmermann holte am 22. September 2009 in der zweiten Runde des DFB-Pokals mehrere Jugendspieler ins Team. Trotz des Ausscheidens der Ahlener konnte Köse als Sturmspitze überzeugen und bereits drei Tage später gab er sein Zweitligadebüt über die volle Spielzeit. Kurz darauf bekam er zusammen mit zwei weiteren Nachwuchsspielern einen Profivertrag bis 2012.
Nach dem Abstieg der Ahlener in die 3. Liga wurde er in der Saison 2010/11 nicht berücksichtigt und kam auf keinen Einsatz. Am 11. Juni 2011 gab Arminia Bielefeld die Verpflichtung von Köse bekannt. Doch auch dort kam er als Einwechselspieler in der Saison 2011/12 auf nur fünf Einsätze. Daraufhin wechselte Köse zum belgischen Verein RAEC Mons.
Im Februar 2014 wechselte Köse in die türkische Süper Lig zu Akhisar Belediyespor. Für die Rückrunde der Saison 2014/15 wurde er an den Zweitligisten Altınordu Izmir ausgeliehen.
Ende August 2015 wechselte er schließlich ablösefrei zum Drittligisten Manisaspor. Mit diesem Verein beendete er die TFF 2. Lig als Meister und stieg in die TFF 1. Lig. Köse war an diesem Erfolg mit 13 Ligatoren beteiligt und war damit auch mit großem Abstand der erfolgreichste Torschütze seines Teams. Trotz dieses erfolgreichen Einstandes bei Manisaspor konnte sich Köse im Sommer 2016 mit dem Ende seines Einjahresvertrages mit der Vereinsführung auf keine Vertragsverlängerung einigen. So verließ er den Klub Mitte Juni 2016. Zwei Monate später setzen sich beide Seiten erneut zusammen und einigten sich dieses Mal auf eine Verlängerung um zwei weitere Jahre.
Seit dem Sommer 2017 war er zwischen der zweiten und vierten türkischen Liga für die Vereine Adanaspor, Samsunspor, Kocaelispor, Ankaraspor aktiv und steht aktuell bei Elazığspor in der TFF 3. Lig unter Vertrag.

### Jugendnationalmannschaft
Durch seine Profiauftritte war man auch in der Türkei auf den Nachwuchsspieler aufmerksam geworden und lud ihn im Februar 2010 zu einem U-20-Turnier in Turkmenistan ein. Dort spielte er in vier der fünf Turnierpartien und war mit zwei Toren und zwei Torvorlagen erfolgreich.

## Erfolge
Mit Manisaspor
- Meister der TFF 2. Lig und Aufstieg in die TFF 1. Lig: 2015/16

## Privates
Sein älterer Bruder Osman Köse war ebenfalls Profi-Fußballspieler.